# Ava Mendez
Ava Mendez (geb. am 5. November 1995) ist eine philippinische Filmschauspielerin.

## Leben
Mendez gab ihr Filmdebüt in Pornstar 2: Pangalawang putok, 2022 spielte sie an der Seite von Janelle Tee in The Escort Wife. Ihr Filmschaffen umfasst Ende 2024 15 Produktionen, von denen The Escort Wife auch in Deutschland synchronisiert erschien.

## Filmografie
- 2021: Pornstar 2: Pangalawang putok
- 2021: Crush kong curly
- 2021: Eva
- 2022: The Woman Who Loses Herself
- 2022: Purificacion
- 2022: #DoYouThinkIAmSexy
- 2022: The Escort Wife
- 2022: 5 in 1
- 2022: Laruan
- 2023: Domme
- 2023: Batang Quiapo (Fernsehserie)
- 2023: Royal Blood (Fernsehserie)
- 2023–2024: Black Rider (Fernsehserie)
- 2024: A Journey
- 2024: Widows' War (Fernsehserie)